# 丞相啟
丞相啟，秦始皇時右丞相，姓氏不詳。
传世史籍中並無此人。其任右丞相的年代应为不晚于秦王政十二年（前235年）至不早于秦王政二十五年（前222年）。
田鳳嶺、秦雍、李開元等學者曾考證認為是楚人昌平君，周海鋒據《麓秦簡》及《里耶秦簡》記載「丞相啟」于秦王政二十五年（前222年）仍然在任，这与《史记·秦始皇本纪》中昌平君已于秦王政二十四年参与还楚反秦并兵败阵亡的记载不符,故否定此說。
據《岳麓秦簡》、《里耶秦簡》及出土秦兵器，啟就任丞相应不晚于秦王政十二年（前235年）前後，而目前他任职丞相最晚的记录出现在秦王政二十五年（前222年），
與他同時的左丞相為顛及隗狀。

## 注腳
1. ↑  《十二年丞相啟顛戈》：「十二年，丞相啟、顛造。」
2. ↑  《里耶秦簡》“廿五年……二月癸丑，丞相启移南郡假守主”
3. ↑  李開元《「十七年丞相啟狀」戈之「啟」為昌平君熊啟說》，梁安和、徐為民主編《秦漢研究》（第四輯），陝西人民出版社2010年，第13-17頁。
4. ↑  田鳳嶺、秦雍《新發現的「丞相啟狀」戈》，《文物》1986年第3期。
5. ↑  《史记·秦始皇本纪》：二十四年，王翦、蒙武攻荆，破荆军，昌平君死，项燕遂自杀
6. ↑  周海鋒. . 簡帛網.   [2024-05-02]. （原始内容存档于2024-05-02）.
7. ↑  《岳麓秦簡》：「十四年四月己丑以來，黔首有私挾縣官戟、刃沒及弓、弩者，亟詣吏，吏以平價買，輒予錢。……臣訢與丞相啟、執法議曰」云云。
8. ↑  《里耶秦簡》：「廿五年二月戊午朔辛未，洞庭假守竈敢言之：洞庭縣食皆少。略地軍即歸，謁令南郡軍太守以洞庭吏卒數、軍吏卒後備警者數令治粟大府輸食，各足以卒歲便。謁報。敢言之。二月癸丑，丞相啓移南郡軍假守主」云云。
9. ↑  《十二年丞相啟顛戈》：「十二年，丞相啟、顛造。」
10. ↑  《十七年丞相啟狀戈》：「十七年，丞相啟、狀造。」